# ديفيد روبرت ميتشيل
ديفيد روبرت ميتشيل (بالإنجليزية: David Robert Mitchell)‏ هو كاتب سيناريو ومونتير ومخرج أمريكي، ولد في 19 أكتوبر 1974 في كلوسون في الولايات المتحدة.

## وصلات خارجية
- ديفيد روبرت ميتشيل على موقع IMDb (الإنجليزية)
- ديفيد روبرت ميتشيل على موقع ألو سيني (الفرنسية)
- ديفيد روبرت ميتشيل على موقع ميوزك برينز (الإنجليزية)
- ديفيد روبرت ميتشيل على موقع أول موفي (الإنجليزية)
- ديفيد روبرت ميتشيل على موقع قاعدة بيانات الأفلام السويدية (السويدية)
- ديفيد روبرت ميتشيل على موقع قاعدة بيانات الفيلم (الإنجليزية)
- ديفيد روبرت ميتشيل على موقع كينوبويسك (الروسية)